# August Bournonville

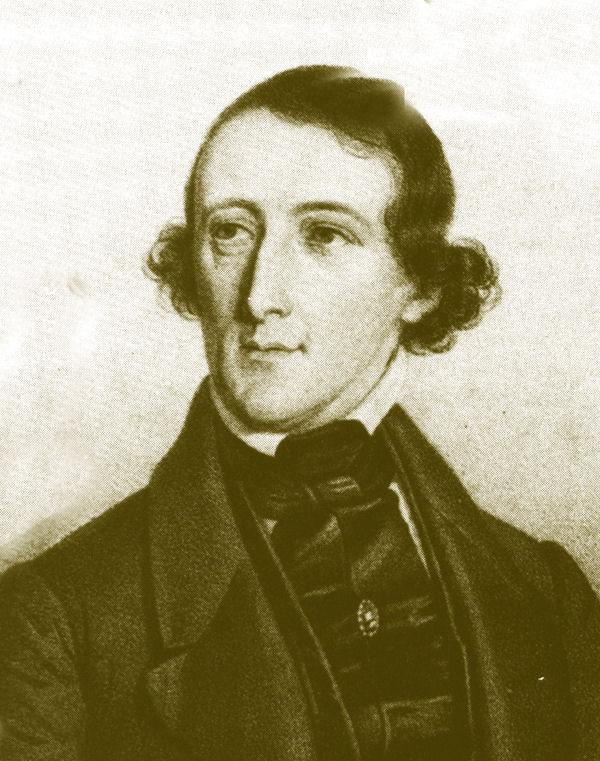
August Bournonville, Lithographie von Em. Baerentzen, 1841

August Bournonville (* 21. August 1805 in Kopenhagen; † 30. November 1879 ebenda) war ein dänischer Tänzer, Choreograf und Ballettmeister.

## Leben
Bournonville war der uneheliche Sohn des französischen Ballettmeisters Antoine Bournonville und dessen schwedischer Haushälterin Lovisa Sundberg. 1816 wurde er von seinem Vater aber anerkannt, als dieser Lovisa Sundberg heiratete. Bournonville trat als Siebenjähriger in die Königliche Ballettschule Dänemarks ein und wurde von Vincenzo Galeotti, einem italienischen Tänzer und dem Gründer des Königlich Dänischen Balletts unterrichtet. Mit 15 Jahren wurde er Tänzer des zwischenzeitlich von seinem Vater als Galeottis Nachfolger  geleiteten Königlich Dänischen Balletts. Gleichzeitig engagierte sich Bournonville als Sänger und Schauspieler, entschied sich mit 21 Jahren aber trotz einer guten Tenorstimme und vielversprechenden schauspielerischen Anfangserfolgen, dem Beispiel seines Vaters zu folgen und sich auf eine Ballettkarriere zu beschränken.
1826 führte er sein Studium bei Auguste Vestris und Pierre Gardel in Paris fort und kehrte vier Jahre später als Solist, Choreograf und Ballettdirektor nach Kopenhagen zurück, wo er zahlreiche Ballette kreierte, die Ballettschule neu organisierte und den Tanz zu einer der wichtigsten Künste des Landes machte.
Bournonville choreografierte rund 50 Ballette, von denen zehn erhalten sind. Darunter die Hauptwerke La Sylphide (1836), Napoli (1842), Die Kirmes in Brügge (1851), Eine Volkssage (1854) und Blumenfest in Genzano (1858). In seinen Werken spiegeln sich Gedanken und Ideen seiner Epoche wider, wie sie sich beispielsweise beim Dichter Hans Christian Andersen finden, mit dem Bournonville gut befreundet war.
Sein berühmtestes Werk ist die Fabel seiner weltweit gespielten La Sylphide, die auf einer schottischen Sage gründet – ein Werk, das er seiner Schülerin Lucile Grahn auf den Leib schrieb. Seine unglückliche und schwärmerische Liebe zu der 15 Jahre jüngeren Tänzerin sorgte für Skandale. So adressierte er 1841, theatralisch und direkt von der Bühne aus, das dänische Königshaus wegen deren Erlaubnis, Lucile Grahn in Paris tanzen zu lassen, was ihm eine sechsmonatige Demission einbrachte, die er zu einer Europareise nutzte. Eine Frucht dieser Reise war das Ballett Napoli, das er gleich nach seiner Rückreise auf die Bühne brachte, und das ebenfalls bis heute im Repertoire geblieben ist.
Bournonvilles Lebenswerk bestand darin, die Tanzbühne mit so prallem Leben wie kaum ein anderer zu füllen: mit individuell geführten Menschen aller sozialer Schichten und vor allem jeden Alters. Zudem brachte er den Tanz in einen beständigen Fluss, mit unglaublich flinken Bewegungen vor allem der Füße und Beine. Das Schlüsselwort in den Werken Bournonvilles ist Harmonie, sowohl hinsichtlich der Lebensanschauung als auch des Stils. So wie die anderen Künstler des Goldenen Zeitalters in Dänemark, trat er für eine Lebensanschauung ein, die vom Glauben an eine sinnerfüllte Welt geprägt war.
1830 heiratete Bournonville die Schwedin Helena Frederika Håkansson, mit der er sieben Kinder hatte. Am 30. November 1879 wurde Bournonville auf seinem Heimweg auf einer Straße in Kopenhagen ohnmächtig und verstarb kurz darauf. Sein Grab befindet sich in Asminderød.
Zu seinen bedeutendsten Schülern gehörte neben Lucile Grahn auch der in Russland wirkende Christian Johansson.

## Choreografien (Auswahl)
- 1829: Acclaim to the Grazes and Soldier and Peasant
- 1832: Faust
- 1835: Waldemar
- 1836: La Sylphide
- 1840: The Toreador
- 1842: Napoli (oder: Der Fischer und seine Braut) und Mozarts Le Nozze di Figaro (Oper)
- 1849: The Conservatoire
- 1851: The Kermesse in Bruges
- 1853: The Wedding in Hardanger
- 1854: A Folk Tale
- 1855: Abdallah
- 1856: La Ventana
- 1858: Blumenfest in Genzano (eigtl.: Blomsterfesten i Genzano; engl.: The Flower Festival in Genzano)
- 1859: Fjeldstuen
- 1860: Far from Denmark
- 1861: The Valkyrie
- 1868: The Lay of Thrym
- 1870: Wagners Lohengrin (Oper)
- 1871: The King’s Corps of Volunteers on Amager
- 1872: Wagners Meistersinger von Nürnberg (Oper)
- 1876: From Siberia to Moscow